# Heterogastridium
Heterogastridium är ett släkte av svampar. Heterogastridium ingår i familjen Heterogastridiaceae, ordningen Heterogastridiales, klassen Microbotryomycetes, divisionen basidiesvampar och riket svampar.
|                  | Hyalopycnis                                      |
|                  |                                                  |
|                  | Colacogloea                                      |
|                  |                                                  |
|                  | Krieglsteinera                                   |
|                  |                                                  |
| Heterogastridium | \| \| Heterogastridium pycnidioideum \| \| \| \| |
|                  | \| \| Heterogastridium pycnidioideum \| \| \| \| |
|                  | Heterogastridium pycnidioideum                   |
|                  |                                                  |

|  | Heterogastridium pycnidioideum |
|  |                                |